# Фрич, Георг
Георг Фрич (нем. Georg Fritzsch; род. 1963, Майссен) — немецкий дирижёр и виолончелист.
Окончил Дрезденскую Высшую школу музыки (1988) как виолончелист, дебютировал в составе Саксонской государственной капеллы, затем играл в Филармоническом оркестре Геры, одновременно изучая дирижёрское мастерство в Дрездене и Лейпциге, а также под руководством Хайнца Рёгнера. В 1991 г. был удостоен одной из премий на Германском форуме дирижёров в Халле. На протяжении 1990-х гг. выступал в качестве приглашённого дирижёра с оркестрами Халле, Геры и Зуля. В 1997—2003 гг. возглавлял Филармонический оркестр Южной Вестфалии и одновременно был генеральмузикдиректором Хагена. С 2003 г. генеральмузикдиректор Киля, одновременно с 2009 г. генеральмузикдиректор Инсбрука, руководитель Тирольского симфонического оркестра. В последнее время выступает также как оперный дирижёр — в частности, в постановках 2009 года в Немецкой опере на Рейне «Летучего голландца» Рихарда Вагнера и «Дона Карлоса» Джузеппе Верди.
Фрич записал ряд дисков, на DVD издана концертная запись состоявшейся под его управлением в Киле премьеры оперы Кристобаля Альфтера «Лазарь».
В 1999—2003 гг. преподавал дирижирование в консерватории Тилбурга.